# Інтранет
Інтране́т або інтрамере́жа — внутрішньокорпоративна мережа, що використовує стандарти, технології і програмне забезпечення Інтернету.
Комп'ютерна мережа, що використовує технології інтернету, але в той же час є приватною корпоративною мережею. Мережа підтримує сервіси Інтернет, наприклад, такі, як електронна пошта, вебсайти, FTP-сервери тощо, але в межах корпорації. Інтранет-мережа, підключається до зовнішніх мереж, у тому числі і до інтернету, як правило, через засоби захисту від несанкціонованого доступу. Інтранет може бути ізольований від зовнішніх користувачів або функціонувати як автономна мережа, що не має доступу ззовні.
В Intranet використовуються стандартні для Internet служби, в тому числі HTML, HTTP, TCP/IP, SMTP, FTP, CGI, система доменних імен і Web-браузери, що отримують і відображають інформацію з розміщених по підприємству Web-серверів.
У найближчому майбутньому Intranet буде доповненням до локальних мереж, але в жодному разі не стане їх заміною. Старі технології локальних мереж надають більші можливості, є гнучкішими, забезпечують надійнішу систему безпеки, поставляються переважно в готовому вигляді, що не потребує ніякої доробки чи підгонки на місці. Тим не менше, простежується тенденція використання Intranet-технологій та інструментів для задоволення всезростаючих потреб спілкування та обміну інформацією: зв'язок з колегами електронною поштою і проведення конференцій, збір, зберігання та поновлення найновішої інформації з мінімальними затратами на управління та високим ступенем безпеки.

## Web-сторінки
В Intranet використовуються набори форм, які називаються сторінками. Вони є текстовими файлами, які містять інструкції для збору та відображення інформації в різних форматах. Сторінки можуть включати практично будь-яку інформацію в текстовому або графічному форматі. В Intranet середніх розмірів переважно містяться сотні, якщо не тисячі подібних сторінок. Web-браузери Intranet працюють точно так, як в Internet World Wide Web: вони звертаються до серверів і отримують сторінки, а також відображають зміст цих сторінок згідно з інструкціями, які в них містяться.
Коли користувач вмикає комп'ютер і входить в Intranet вперше, мережа видає йому стандартну початкову сторінку, яка переважно підтверджує вхід в мережу і показує базовий набір інструкцій і зв'язків для навігації іншими сторінками мережі.
Сторінки зв'язані між собою з допомогою гіпертекстових посилань. Посилання можуть мати вигляд тексту або малюнка, який може розміщуватися в будь-якому місці сторінки. Розробники Web-сторінок намагаються розмістити посилання на сторінці так, щоб вони були логічно пов'язані із змістом сторінки і користувач чітко розумів, на яку сторінку веде те чи інше посилання. Коли користувач поміщає вказівник мишки на посилання і клацає на ній, то браузер отримує сторінку, на яку вказує посилання. На інших сторінках також можуть бути посилання на нові або старі сторінки, які буде завантажувати браузер.
Web-сторінки призначені не тільки для відображення інформації. В них можуть вбудовуватися застосунки або посилання на застосунки, розміщені на сервері, які можуть збирати інформацію, обробляти дані і виводити результати в текстовому або графічному форматі.
Структура Intranet, яка містить сторінки та посилання дозволяє підтримувати несумісні між собою платформи. Вона дає можливість застосовувати на підключених до Intranet клієнтах зовсім різні операційні системи та апаратне забезпечення, єдиною умовою є те, що вони повинні використовувати сумісний з Internet браузер. В даний час існують браузери практично для всіх комбінацій апаратних платформ та операційних систем. Так, наприклад, якщо один користувач використовує UNIX Web-браузер на робочій станції, що працює під UNIX, а інший користувач використовує Windows Web-браузер на робочій станції, яка працює під Windows, то Web-сервер зможе працювати із стандартними протоколами і послати обидвом браузерам однакові сторінки. Причому сторінка, яка відображається двома різними браузерами, буде виглядати однаково на обох комп'ютерах.
Знання протоколів та стандартів Internet допомагає в процесі створення Intranet. Якщо Ви вже знаєте, що таке браузери, TCP/IP та імена доменів, то побачите, що Intranet — це, по суті, Internet, але меншого масштабу.